# Centros de Artes e Esportes Unificados

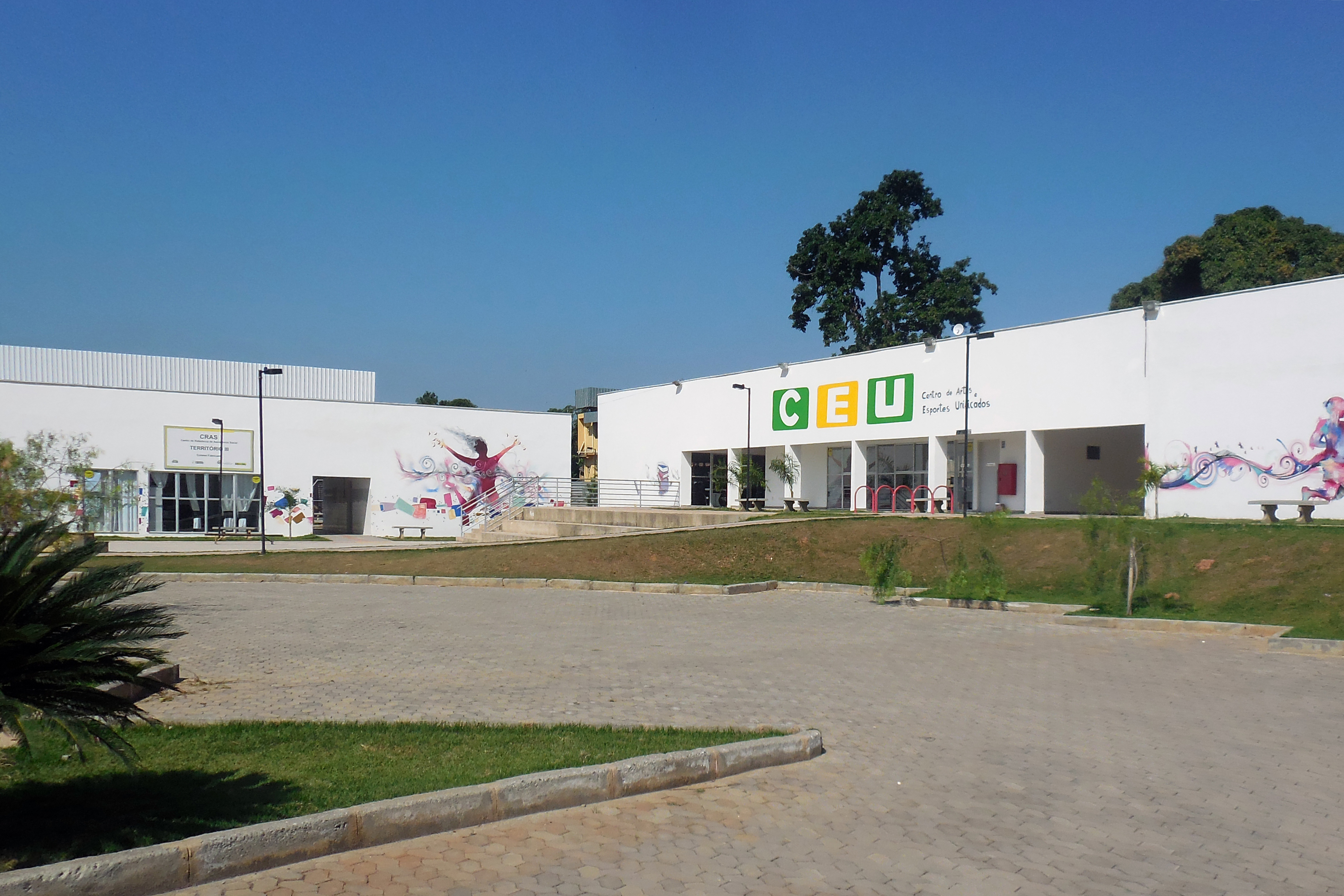
Centro de Artes e Esportes Unificados (CEUs) em Coronel Fabriciano, Minas Gerais.

Centros de Artes e Esportes Unificados - CEUs (também chamados de Praças do PAC)  são parte de um programa do governo federal brasileiro que tem por objetivo integrar, em um mesmo espaço, programas e atividades culturais, esportes e lazer, bem como a formação e qualificação profissional para o mercado de trabalho, oferecendo serviços socioassistenciais e laboratório de informática. Promovendo a ocupação de tais laboratórios, o programa LabCEUs funciona em 10 unidades dos CEUs, apoiando  o desenvolvimento de ocupações para pesquisa e experimentação com tecnologias livres, cultura e cidade. 
Os CEUs oferecem infra-estrutura e espaços para o desenvolvimento de atividades voltadas ao conhecimento da diversidade artística e social em comunidades com população superior a 50 mil habitantes e em áreas consideradas de alta vulnerabilidade social. O programa faz parte do PAC 2 no chamado Eixo Comunidade Cidadã, sendo construídos através de uma parceria entre a União e municípios. 

## Modelos de CEUs

### CEU - 700m²
Este modelo de CEU é composto por uma edificação multiuso com 5 pavimentos:
- praça coberta;
- pista de skate;
- equipamentos de ginástica;
- CRAS;
- salas de aula;
- salas de oficina;
- telecentro;
- sala de reunião;
- biblioteca;
- cineteatro/auditório com 48 lugares e terraço.

Valor de investimento previsto por unidade para esse modelo é de R$ 2,71 milhões.

### CEU - 3.000m²
Este modelo de CEU é constituído por 2 edifícios multiuso, dispostos numa praça de esportes e lazer com a seguinte infra-estrutura:
- CRAS;
- salas multiuso;
- biblioteca;
- telecentro;
- cineteatro/auditório com 60 lugares;
- quadra poliesportiva coberta;
- pista de skate;
- equipamentos de ginástica;
- playground e pista de caminhada

Valor de investimento previsto por unidade para esse modelo é de R$ 2,02 milhões.

### CEU - 7.000m²
O CEU de 7.000 m² é composto por uma edificação multiuso de um pavimento, disposto numa praça de esportes e lazer, contendo: 
- CRAS;
- salas multiuso;
- biblioteca com telecentro;
- cineteatro com 125 lugares;
- pista de skate;
- equipamentos de ginástica;
- playground;
- quadra poliesportiva coberta;
- quadra de areia;
- jogos de mesa e pista de caminhada;

Valor de investimento previsto por unidade para esse modelo é de R$ 3,50 milhões.